# Liste der Einträge im National Register of Historic Places im Ketchikan Gateway Borough
Die Liste der Registered Historic Places im Ketchikan Gateway Borough führt alle Bauwerke und historischen Stätten im Ketchikan Gateway Borough des US-Bundesstaates Alaska auf, die in das National Register of Historic Places aufgenommen wurden.

## Ketchikan
- Alaska Totems
- Burkhart-Dibrell House
- First Lutheran Church
- Gilmore Building
- Guard Island Light
- Ketchikan Federal Building
- Ketchikan Ranger House
- Mary Island Light Station
- Stedman-Thomas Historic District
- The Star
- Storehouse No. 3
- Totem Bight State Historic Site
- Tree Point Light
- Walker-Broderick House
- Ziegler House

## Knudson Cove
- Clover Pass School

## Saxman
- Chief Kashakes House
- Saxman Totem Park